# Арсеньева, Варвара Михайловна
Варва́ра Миха́йловна Арсе́ньева (1676 — ок. 1730) — обер-гофмейстерина своей племянницы княжны Меншиковой, невесты Петра II.
Фрейлина Екатерины I, любовница Петра I, свояченица Александра Меншикова, вместе с ним попавшая в опалу при новом правлении и сосланная в монастырь.

## Биография
Младшая дочь стольника и якутского воеводы Михаила Афанасьевича Арсеньева. Её родная сестра Дарья в 1706 году вышла замуж за Меншикова. Не отличалась красотой, но имела необыкновенный ум и прекрасное образование: «её дар слова и оживленность снискали ей уважение Петра I и привязанность Екатерины I». Была фрейлиною императрицы Екатерины. Согласно утверждениям современников, долгое время до этого Пётр I и Меншиков делили между собой благосклонность обеих сестер.
Валишевский пишет об этом:

Петр в это время избрал другую сестру Арсеньеву, Варвару, которую Меншиков надеялся сделать царицею, чтобы стать зятем царя. С этою целью он заботился об образовании новой фаворитки: «Для Бога Дарья Михайловна», — писал он Дарье Арсеньевой, — «принуждай сестру, чтобы она училась непрестанно, как русскому, так и немецкому ученью, чтобы даром время не проходило». Вильбуа описывает Варвару дурнушкой, но очень умной и злой.
Вот что он рассказывает о первых шагах её победы: «Петр любил все необыкновенное. За обедом он сказал Варваре: „Не думаю, чтобы кто-нибудь пленился тобою, бедная Варя, ты слишком дурна; но я не дам тебе умереть, не испытавши любви“. И тут же при всех повалил её на диван и исполнил своё обещание». Нравы тогдашнего общества допускали правдоподобие этого рассказа. Я уже указывал на странные отношения того времени между любовниками; на дикое извращение чувств и смешение связей. Петр и Меншиков, по-видимому, то и дело сменяли друг друга или делили права, которые должны бы исключать всякий дележ. В их отсутствие им отправляли послания, переполненные общими воспоминаниями и нежными призывами, то с той, то с другой стороны, нередко сопровождая их подарками вроде галстуков, сорочек или халатов своей работы. Дарья Арсеньева подписывается: «глупая», Анна Меншикова: «лядящая».

В Меншиковском дворце имела свои комнаты, называемые Варвариными палатами.

### После Петра
22 мая 1727 года при обручении своей племянницы Марии Меншиковой с императором Петром II, пожалована в обер-гофмейстерины двора царской невесты с ежегодным окладом в 2000 руб. и с предоставлением права «брать шаг после жен генерал-фельдмаршалов»; кроме того, ей было подарено несколько деревень.
После ареста Меншикова в сентябре того же года её положение изменилось: он был отправлен с семьей в ссылку, и хотя судьба Варвары решена не была, она отправилась вместе с сестрой. Посланный вдогонку из Петербурга капитан Шушерин настиг Меншиковых в Клину. Он доставил императорский указ: отобрать у изгнанников все ордена и отвезти Варвару в Александровскую слободу в Успенский монастырь, поскольку Остерман сильно опасался её предприимчивости и энергичности. Желая освободиться из заточения, Варвара отсюда писала к царевнам Екатерине и Прасковье Ивановнам, к княгине Татьяне Кирилловне Голицыной, к М. М. Ржевской, Толстой и прочим влиятельным дамам того времени, слала им подарки — но все было напрасно.
С появлением в Москве подмётного письма (24 марта 1728), положение Меншиковых ухудшилось: решено было Меньшикова с семьей отправить в Берёзов, а Варвару Михайловну «послать в Белозерский уезд, в Горицкий девичий монастырь и там её постричь при унтер-офицере, который её повезёт, и велеть ей там по тому же быть несходно, а игуменье смотреть над нею, чтобы никто, ни к ней, ни от неё не ездил и писем она не писала». Обряд пострижения видел унтер-офицер Верёвкин, и Варвара Михайловна была наречена Варсонофией.
В Горицком монастыре она не вынесла несчастья и вскоре, в 1729-м или 1730 году, скончалась.

## Награды
29 июня 1727 года пожалована вместе с племянницами Марией и Александрой орденом Святой Екатерины 1 степени. После свержения Меншикова орден был изъят 14 октября 1727 года капитаном Пырским, сопровождавшим семью в ссылку.